# ニフコ

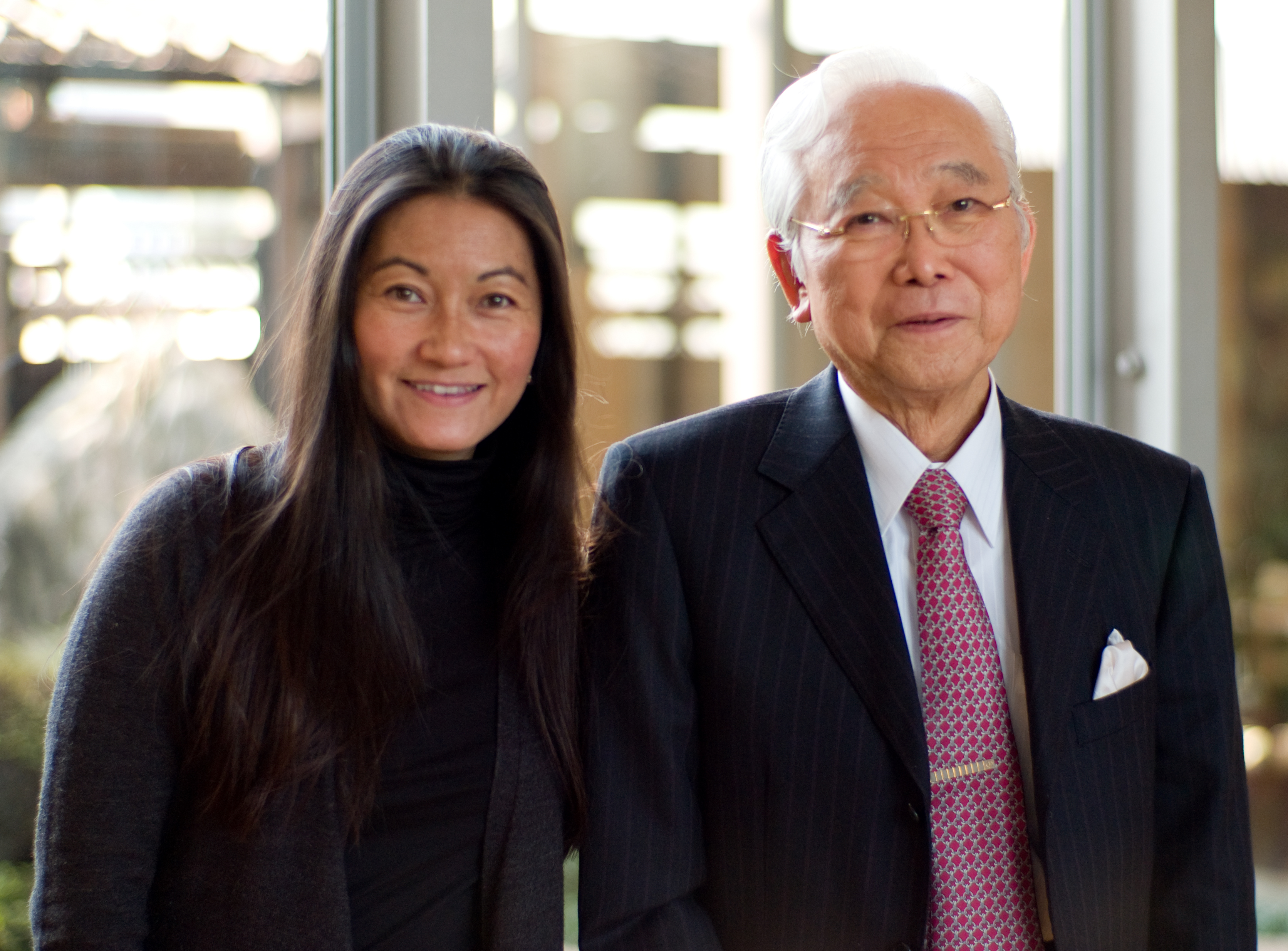
創業者の小笠原敏晶。左は娘の小笠原有輝子（2007年撮影）

株式会社ニフコ（英: NIFCO INC.)は、主にプラスチック工業用ファスナー、精密生成品を中心に製造する大手部品メーカーである。東京証券取引所プライム市場上場企業。
工業用ファスナー部門で国内70％、世界シェア25％のマーケットシェアを誇り、自動車向けプラスチック・ファスナーで世界トップシェアである。ワンタッチバックル（英: Fastex buckle）で有名。

## 沿革
- 1967年（昭和42年）- 日英物産株式会社とITWとの合弁会社として、日本工業ファスナー株式会社を設立。
- 1972年（昭和47年）- GM、クライスラー、フォードの3社との間に技術援助契約を締結。
- 1977年（昭和52年）- 日本工業ファスナー株式会社と日英物産株式会社が合併し、株式会社ニフコとなる。
- 1979年（昭和54年）- 東京証券取引所第二部に上場。
- 1983年（昭和58年）- 台湾・友寧工業との合弁会社TAIWAN INDUSTRIAL FASTENER CORP.（TIFCO）を設立。
- 1984年（昭和59年）- 東京証券取引所第一部に指定替え。
- 1985年（昭和60年）- 大阪証券取引所第一部に上場。韓国・SSAMG YPMG CPRP.との合弁会社KOREAN INDUSTRIAL FASTENER CORP.（KIFCO）を設立。
- 1987年（昭和62年）- 香港にNIFCO (HK) LTD. を設立。
- 1988年（昭和63年）
  - 名古屋証券取引所第一部に上場。
  - タイ・UNION PLASTIC LTD.との合弁会社UNION-NIFCO CO.,LTD.を設立。
- 1990年（平成2年）- 日本たばこ産業との合弁会社・株式会社JTニフコを設立。
- 1991年（平成3年）
  - マレーシア・HIL INDUSTRIES SDN.BHD.との合弁会社NIFCO-HIL (MALAYSIA) SDN.BHD. を設立。
  - 資本金を72億円とする。
  - 日本たばこ産業との合弁会社・株式会社九州JTニフコを設立。
- 1995年（平成7年）- シンガポールにNIFCO (SINGAPORE) PET.LTD.を設立。
- 1996年（平成8年）
  - 株式会社ジャパンタイムズの株式を取得し、子会社化。
  - 中国にSHANGHAI NIFCO PLASTIC MANUFACTURER CO.,LTD.、米国にNIFCO CORPORATIONを設立。
  - 外国語ラジオ放送局「Inter FM」を共同設立。
- 1998年（平成10年）- 横浜事業所、名古屋事業所、宇都宮事業所と大阪営業所が ISO 9001 認証を取得。
- 2000年（平成12年）- 米国子会社ニフコ・リミテッド・ライアビリティー・カンパニーが同国オハイオ州にキャナルポイント新工場を設立する。
- 2002年（平成14年）
  - 中国の広東省東莞市石龍鎮に子会社、東莞利富高塑料制品有限公司を設立する。
  - タイのチョンブリ県に子会社、NIFCO THAILAND CO.,LTD. を設立する。
- 2003年（平成15年）- 米国子会社の持株会社であるアサートン・インクが、同社100 %子会社のニフコ・リミテッド・ライアビリティー・カンパニーを吸収合併し、社名を Nifco America Corporationとする。
- 2004年（平成16年）- 中国北京市通州区に子会社、北京利富高塑料制品有限公司 （Beijing Nifco Co., Ltd.）を設立する。
- 2005年（平成17年）- ベトナムのタイニン省に子会社、KIFCO VIETNAM LTD.（現・NIFCO VIETNAM LTD.）を設立する。
- 2006年（平成18年）
  - ポーランドのシフィドニツァ市に子会社、Nifco Poland Sp.zo.o. を設立する。
  - 保有するInterFMの株式をテレビ東京ブロードバンドに売却し、経営から撤退。
- 2007年（平成19年）- ドイツのエシュボルンに子会社、NIFCO DEUTSCHLAND GMBH（現・Nifco KTS GmbH & Co.KG）を設立。
- 2008年（平成20年）- 株式会社JTニフコと株式会社九州JTニフコを、株式会社ニフコ山形と株式会社ニフコ熊本にそれぞれ社名を変更する。
- 2010年（平成22年）- インドのグルガオン市に NIFCO INDIA PRIVATE LTD. を設立する。
- 2011年（平成23年）- インドネシアに PT.NIFCO INDONESIA を設立する。
- 2012年（平成24年）- メキシコに NIFCO CENTRAL MEXICO S.DE R.L.DE C.V を設立する。
- 2013年（平成25年）- ドイツの KTS GROUP を買収する。
- 2014年（平成26年）- 香港に移住した小笠原敏晶会長が、実際の生活拠点が日本にあり、日本で税務申告していなかったことが租税回避にあたるとして、東京国税局から申告漏れを指摘されていたことが判明[3]。ドイツの KTW GROUP を買収する。
- 2015年（平成27年）- 本社を神奈川県横須賀市へ移転[4][5]。米国ジョージア州にNIFCO KTW AMERICA CORPORATIONを設立。中国 重慶市に利富高（重慶）精密樹脂制品有限公司を設立。
- 2016年（平成28年）- 神奈川県横須賀市に防爆棟、実験棟を新設竣工。
- 2017年（平成29年）- 創業50周年。ジャパンタイムズの株式をニューズ・ツー・ユーホールディングスに売却[6]。株式会社ニフコ山形、株式会社ニフコ熊本を100 %子会社とする。
- 2018年（平成30年）- 新たな企業理念・コーポレートロゴ・コーポレートスローガンを制定。

## 拠点

### 国内拠点

#### 本部
- 本社（神奈川県横須賀市）
- 東京支社（東京都港区）

#### 事業所・営業所
- 相模原工場（神奈川県相模原市）
- 東北営業所（山形県山形市）
- 宇都宮営業所（栃木県宇都宮市）
- 埼玉営業所（埼玉県狭山市）
- 太田営業所（群馬県太田市）
- 名古屋営業部・名古屋工場（愛知県豊田市）
- 浜松営業所（静岡県浜松市）
- 鈴鹿営業所（三重県鈴鹿市）
- 大阪営業所（大阪府吹田市）
- 広島営業所（広島県広島市）
- 九州オフィス（福岡県北九州市）

### 海外拠点

#### アジア
- Nifco Korea Inc.（韓国）
- Beijing Nifco Co., Ltd.(中国：北京）
- Nifco Enterprise Management (Shanghai) Co., Ltd．（中国：上海）
- Shanghai Nifco Plastic Manufacturer Co., Ltd.（中国：上海）
- Dongguan Nifco Co., Ltd.（中国：東莞）
- Tifco (Dongguan) Co., Ltd.（中国：東莞）
- Nifco (Tianjin) Co., Ltd．（中国：天津）
- Nifco（Hubei）Co.,Ltd.（中国：湖北省）
- Nifco（Jiangsu）Co.,Ltd.（中国：江蘇省）
- Nifco Yancheng Co., Ltd.（中国：江蘇省）
- Nifco (HK) Ltd.（香港）
- Nifco Taiwan Corporation （台湾）
- Nifco Manufacturing (Malaysia) Sdn. Bhd.（マレーシア）
- Nifco (Singapore) Pte. Ltd.（シンガポール）
- Nifco Vietnam Ltd.（ベトナム）
- Nifco Thailand Co.,Ltd.（タイ）
- Union Nifco Co., Ltd（タイ）
- Nifco India Private Ltd.（インド）
- Nifco South India Manufacturing Private Ltd.（インド）
- PT. Nifco Indonesia（インドネシア）

#### 北米
- Nifco America Corporation（アメリカ）
- Nifco Korea USA Inc.（アメリカ）
- Nifco KTW America Corporation（アメリカ）
- Nifco Central Mexico S.de R.L.de C.V.（メキシコ）

#### ヨーロッパ
- Nifco U.K. Ltd.（イギリス）
- Nifco Products España, S.L.U.（スペイン）
- Nifco Poland Sp.zo.o.（ポーランド）
- Nifco Korea Poland Sp.zo.o.（ポーランド）
- Nifco KTS GmbH & Co.KG (ドイツ)
- Nifco KTW GmbH（ドイツ）

## 社名の由来
- 旧社名である日本工業ファスナー株式会社 (Nippon Industrial Fastener Corporation) の頭文字をとり、Nifcoと1977年に変更。

## 関連会社
- 株式会社ニフコビジネスサービス
- 株式会社ニフコ山形
- 株式会社ニフコ熊本
- シモンズ株式会社

## 番組提供
- 『新車情報』（テレビ神奈川他） - 終了
- 『珠生・隆一郎のモーニングトーク』→『細川珠生のモーニングトーク』（アール・エフ・ラジオ日本）
- 『SOUNDTRAX interzone』(InterFM) - 終了
  - InterFMでは、同社がかつてニフコグループだった名残か、スポットCMが流れることがある。